# Lijst van Bundesliga-transfers zomer 2012
Dit is een lijst van transfers uit de Duitse Bundesliga in de zomer in het seizoen 2012/2013.
De transferperiode duurt van 1 juli 2012 t/m 1 september 2012. Deals mogen op elk moment van het jaar gesloten worden, maar de transfers zelf mogen pas in de transferperiodes plaatsvinden. Transfervrije spelers (spelers zonder club) mogen op elk moment van het jaar gestrikt worden.

## FC Augsburg
In:
|  | Pos. | Speler |
|  | ---- | ------ |

Uit:
| No.                |    | Pos.                                         | Speler |
| ------------------ | -- | -------------------------------------------- | ------ |
| Vlag van Duitsland | MV | Axel Bellinghausen (naar Fortuna Düsseldorf) |        |

## Borussia Dortmund
In:
|                    | Pos. | Speler                                       |
| ------------------ | ---- | -------------------------------------------- |
| Vlag van Duitsland | MV   | Leonardo Bittencourt (van Energie Cottbus)   |
| Vlag van Duitsland | AV   | Marco Reus (van Borussia Mönchengladbach)    |
| Vlag van Duitsland | AV   | Daniel Ginczek (was verhuurd aan VfL Bochum) |

Uit:
|                   | Pos. | Speler                                       |
| ----------------- | ---- | -------------------------------------------- |
| Vlag van Paraguay | AV   | Lucas Barrios (naar Guangzhou Evergrande FC) |

## Eintracht Frankfurt
In:
|                    | Pos. | Speler                                 |
| ------------------ | ---- | -------------------------------------- |
| Vlag van Duitsland | DM   | Kevin Trapp (van 1. FC Kaiserslautern) |
| Vlag van Duitsland | VD   | Stefano Celozzi (van VfB Stuttgart)    |
| Vlag van Duitsland | MV   | Stefan Aigner (van 1860 München)       |

Uit:
|  | Pos. | Speler |
|  | ---- | ------ |

## SC Freiburg
In:
|  | Pos. | Speler |
|  | ---- | ------ |

Uit:
|  | Pos. | Speler |
|  | ---- | ------ |

## SpVgg Greuther Fürth
In:
|                    | Pos. | Speler                          |
| ------------------ | ---- | ------------------------------- |
| Vlag van Duitsland | MV   | Thomas Pledl (van 1860 München) |

Uit:
|                     | Pos. | Speler                                 |
| ------------------- | ---- | -------------------------------------- |
| Vlag van Filipijnen | MV   | Stephan Schröck (naar 1899 Hoffenheim) |

## Hamburger SV
In:
|  | Pos. | Speler |
|  | ---- | ------ |

Uit:
|                    | Pos. | Speler                         |
| ------------------ | ---- | ------------------------------ |
| Vlag van Kroatië   | AV   | Mladen Petrić (naar Fulham FC) |
| Vlag van Duitsland | MV   | Sören Betram (naar VfL Bochum) |

## Hannover 96
In:
|  | Pos. | Speler |
|  | ---- | ------ |

Uit:
|                  | Pos. | Speler                              |
| ---------------- | ---- | ----------------------------------- |
| Vlag van Albanië | MV   | Altin Lala (naar Bayern München II) |

## Hertha BSC
In:
|  | Pos. | Speler |
|  | ---- | ------ |

Uit:
|  | Pos. | Speler |
|  | ---- | ------ |

## 1899 Hoffenheim
In:
|                      | Pos. | Speler                                     |
| -------------------- | ---- | ------------------------------------------ |
| Vlag van Filipijnen  | MV   | Stephan Schröck (van SpVgg Greuther Fürth) |
| Vlag van Frankrijk   | VD   | Matthieu Delpierre (van VfB Stuttgart)     |
| Vlag van Zwitserland | AV   | Eren Derdiyok (van Bayer Leverkusen)       |
| Vlag van Duitsland   | DM   | Tim Wiese (van Werder Bremen)              |

Uit:
|                    | Pos. | Speler                                           |
| ------------------ | ---- | ------------------------------------------------ |
| Vlag van Duitsland | DM   | Daniel Haas (naar 1. FC Union Berlin)            |
| Vlag van Kroatië   | AV   | Srđan Lakić (naar VfL Wolfsburg, was gehuurd)    |
| Vlag van Nigeria   | AV   | Chinedu Obasi (naar Schalke 04, was al verhuurd) |

## Bayer Leverkusen
In:
|                    | Pos. | Speler                                         |
| ------------------ | ---- | ---------------------------------------------- |
| Vlag van Duitsland | VD   | Philipp Wollscheid (van 1. FC Nürnberg)        |
| Vlag van Duitsland | MV   | Jens Hegeler (was verhuurd aan 1. FC Nürnberg) |

Uit:
|                      | Pos. | Speler                               |
| -------------------- | ---- | ------------------------------------ |
| Vlag van Zwitserland | AV   | Eren Derdiyok (naar 1899 Hoffenheim) |

## 1. FSV Mainz 05
In:
|  | Pos. | Speler |
|  | ---- | ------ |

Uit:
|  | Pos. | Speler |
|  | ---- | ------ |

## Borussia Mönchengladbach
In:
|  | Pos. | Speler |
|  | ---- | ------ |

Uit:
|                    | Pos. | Speler                              |
| ------------------ | ---- | ----------------------------------- |
| Vlag van Duitsland | AV   | Marco Reus (naar Borussia Dortmund) |
| Vlag van Duitsland | MV   | Roman Neustädter (naar Schalke 04)  |
| Vlag van Brazilië  | VD   | Dante (naar Bayern München)         |

## Bayern München
In:
|                      | Pos. | Speler                               |
| -------------------- | ---- | ------------------------------------ |
| Vlag van Brazilië    | VD   | Dante (van Borussia Mönchengladbach) |
| Vlag van Zwitserland | MV   | Xherdan Shaqiri (van FC Basel)       |

Uit:
|                  | Pos. | Speler                          |
| ---------------- | ---- | ------------------------------- |
| Vlag van Kroatië | AV   | Ivica Olić (naar VfL Wolfsburg) |

## 1. FC Nürnberg
In:
|                    | Pos. | Speler                           |
| ------------------ | ---- | -------------------------------- |
| Vlag van Duitsland | MV   | Timo Gebhart (van VfB Stuttgart) |

Uit:
|                      | Pos. | Speler                                            |
| -------------------- | ---- | ------------------------------------------------- |
| Vlag van Duitsland   | AV   | Christian Eigler (naar FC Ingolstadt 04)          |
| Vlag van Zwitserland | AV   | Albert Bunjaku (naar 1. FC Kaiserslautern)        |
| Vlag van Frankrijk   | MV   | Jens Hegeler (naar Bayer Leverkusen, was gehuurd) |
| Vlag van Duitsland   | VD   | Philipp Wollscheid (naar Bayer Leverkusen)        |

## Schalke 04
In:
|                    | Pos. | Speler                                              |
| ------------------ | ---- | --------------------------------------------------- |
| Vlag van Nigeria   | AV   | Chinedu Obasi (van 1899 Hoffenheim, was al gehuurd) |
| Vlag van Duitsland | MV   | Roman Neustädter (van Borussia Mönchengladbach)     |

Uit:
|                 | Pos. | Speler                                               |
| --------------- | ---- | ---------------------------------------------------- |
| Vlag van Spanje | AV   | Raúl (naar Al-Sadd)                                  |
| Vlag van Peru   | MV   | Carlos Zambrano (naar FC St. Pauli, was al verhuurd) |
| Vlag van Ghana  | MV   | Anthony Annan (naar SBV Vitesse, was al verhuurd)    |

## VfB Stuttgart
In:
|  | Pos. | Speler |
|  | ---- | ------ |

Uit:
|                    | Pos. | Speler                                     |
| ------------------ | ---- | ------------------------------------------ |
| Vlag van Duitsland | MV   | Timo Gebhart (naar 1. FC Nürnberg)         |
| Vlag van Frankrijk | VD   | Matthieu Delpierre (naar 1899 Hoffenheim)  |
| Vlag van Nederland | VD   | Khalid Boulahrouz (naar Sporting Portugal) |
| Vlag van Duitsland | VD   | Stefano Celozzi (naar Eintracht Frankfurt) |

## Werder Bremen
In:
|  | Pos. | Speler |
|  | ---- | ------ |

Uit:
|                    | Pos. | Speler                                 |
| ------------------ | ---- | -------------------------------------- |
| Vlag van Duitsland | DM   | Tim Wiese (naar 1899 Hoffenheim)       |
| Vlag van Zweden    | AV   | Markus Rosenberg (onbekend)            |
| Vlag van Frankrijk | VD   | Mikaël Silvestre (onbekend)            |
| Vlag van Duitsland | AV   | Lennart Thy (onbekend)                 |
| Vlag van Duitsland | VD   | Leon Balogun (naar Fortuna Düsseldorf) |

## VfL Wolfsburg
In:
|                   | Pos. | Speler                                                             |
| ----------------- | ---- | ------------------------------------------------------------------ |
| Vlag van Kroatië  | AV   | Srđan Lakić (was verhuurd aan 1899 Hoffenheim)                     |
| Vlag van Kroatië  | AV   | Ivica Olić (van Bayern München)                                    |
| Vlag van Tsjechië | AV   | Václav Pilař (van Hradec Králové, was verhuurd aan Viktoria Plzeň) |

Uit:
|                    | Pos. | Speler               |
| ------------------ | ---- | -------------------- |
| Vlag van Duitsland | DM   | André Lenz (gestopt) |